# Antonín Brabec (kanoista)
Antonín Brabec (2. dubna 1946 Dolní Kounice – 2017) byl československý vodní slalomář, kanoista závodící v kategorii C2. Jeho partnerem v lodi byl František Kadaňka.
Na mistrovstvích světa získal dvě stříbrné (C2 družstva – 1973, 1975) a dvě bronzové medaile (C2 – 1975; C2 družstva – 1971). Startoval na Letních olympijských hrách 1972, kde se jeho loď v individuálním závodě C2 umístila na 10. místě.
Po skončení závodní kariéry žil v Bechyni. Zemřel v roce 2017 ve věku 71 let.